# Chynorany
Chynorany és un poble i municipi d'Eslovàquia que es troba a la regió de Trenčín.

## Història
La primera menció escrita de la vila es remunta al 1243.

## Demografia
| Godina             | 1994 | 2004   | 2014   | 2024   |
| ------------------ | ---- | ------ | ------ | ------ |
| Nombre de persones | 2782 | 2723   | 2718   | 2661   |
| Diferència         |      | −2,12% | −0,18% | −2,09% |

| Godina             | 2023 | 2024   |
| ------------------ | ---- | ------ |
| Nombre de persones | 2671 | 2661   |
| Diferència         |      | −0,37% |